# Pseudosynagelides elae
Pseudosynagelides elae là một loài nhện trong họ Salticidae. Loài này được phát hiện ở Queensland.